# Friedrich Staedtler

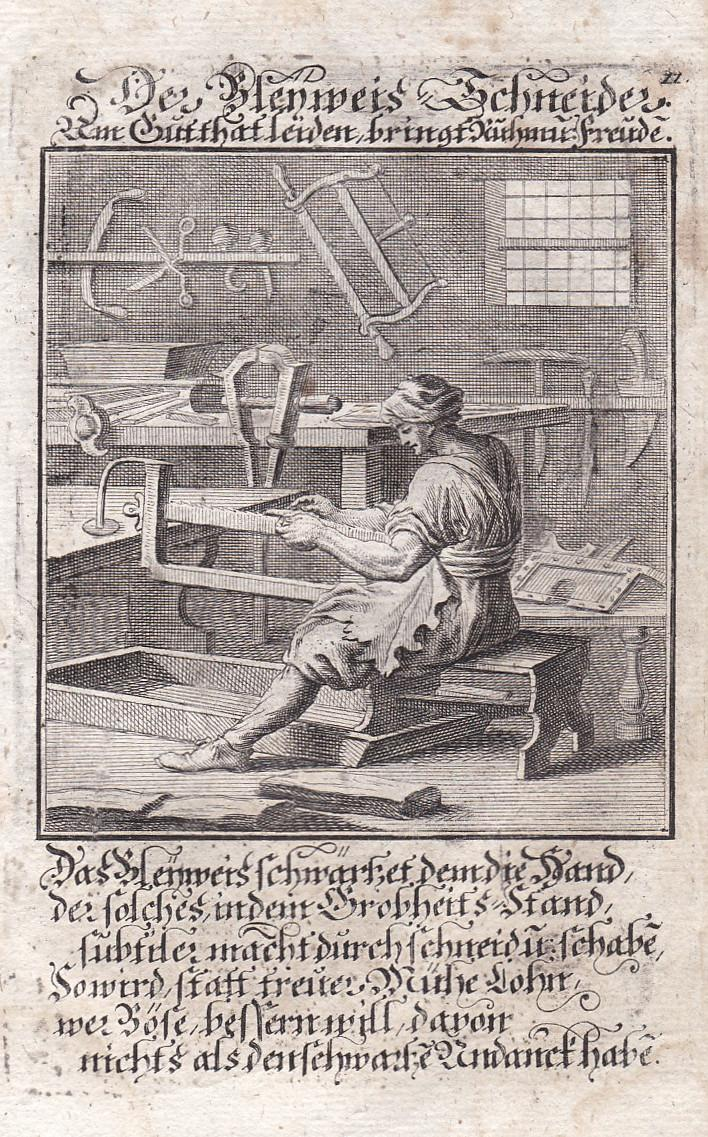
Bleiweißschneider beim Zuschnitt, dem so genannten Schroden, der Bleistiftminen aus Grafit.

Friedrich Staedtler (* 1636 in Nürnberg; † 1688 ebenda), Kaufmann, Erfinder und erster namentlich bekannter deutscher Bleistiftmacher.

## Ausbildung und Familie
Friedrich Staedtler, Sohn des Gold- und Silberdrahtziehers Hans Staedtler, wurde in der Reichsstadt Nürnberg geboren und am 17. November 1636 in der Kirche St. Lorenz getauft. Seine Familie kam erst 1633 aus dem thüringischen Eisfeld in die Reichsstadt. Sie besaß nicht das Nürnberger Bürgerrecht, sondern hatte den Status von Schutzverwandten, also geduldeten Bewohnern der Stadt. Friedrich Staedtler erlernte kein Handwerk und übte zunächst den Beruf eines Krämers aus. Sein Gesuch vom 6. Juli 1661, mit dem er sich um das Bürgerrecht der Reichsstadt bewarb, lehnte der Rat ab. Staedtler erhielt für seinen Kram am 28. Februar 1662 lediglich den Schutz der Reichsstadt und unterstand damit ihrer Gerichtsbarkeit. Der Kram befand sich vielleicht schon 1662, sicher ab 1678 auf der sogenannten ABC-Brücke, der heutigen Oberen Karlsbrücke in Nürnberg. Am 2. September 1661 heiratete er Anna Sabina Jenig, Tochter des Büchsenschäftermeisters Michel Jenig. Aus dieser und einer weiteren Ehe gingen zahlreiche Kinder hervor. Drei seiner Kinder, Johann Friedrich (1669–1700), Valentin (1675–1741) und Johann Adolf (1676–1707) erlernten von ihrem Vater das Bleistiftmacherhandwerk.

## Bleistiftherstellung
Spätestens seit 1661 fertigte und verkaufte Friedrich Staedtler holzgefasste Bleistifte aus Grafit, der damals in Nürnberg als schwartz Bleyweiß bezeichnet wurde. Holzgefasste Bleistifte mit Minen aus Grafit kamen Mitte des 17. Jahrhunderts als relativ preiswertes, einfach zu nutzendes Schreibgerät mit großen Absatzchancen neu auf den Markt. Der Rat der Stadt untersagte ihm am 28. Februar 1662 auf Betreiben der Nürnberger Schreiner und Büchsenschäfter, die die Bleistifterzeugung ausschließlich für ihre Handwerke beanspruchten, die Herstellung von Bleistiften. Doch setzte sich Staedtler über das Verbot hinweg, das wohl vor allem als Warnung gedacht war und keine praktischen Folgen hatte. So bezeichnete er sich kurz nach dem Verbot in den Einträgen im Taufbuch von St. Lorenz zu den Taufen seiner ersten beiden Kinder als Bleiweißsteftmacher (1662) sowie Bleiweißschneider und Steftmacher (1664). Die Herstellung der Stifte organisierte Staedtler im Verlagssystem, indem er anderen Handwerksmeistern das Rohmaterial, insbesondere den teuren englischen Importgrafit sowie das notwendige Zedern- oder Lindenholz auf Kredit zur Bearbeitung überließ und über seinen Kram den Absatz der Fertigware übernahm. Dabei stand er in unmittelbarer Konkurrenz zu den alteingesessenen Bleistiftverlegerfamilien Jenig und Jäger. Friedrich Staedtler erhielt aufgrund des wirtschaftlichen Erfolgs als Verleger, der Produktion und Vertrieb von Bleistiften in einer Hand vereinigte, am 14. Juli 1675 das Bürgerrecht der Reichsstadt Nürnberg.

## Verfahren zur Herstellung von Bleistiftminen

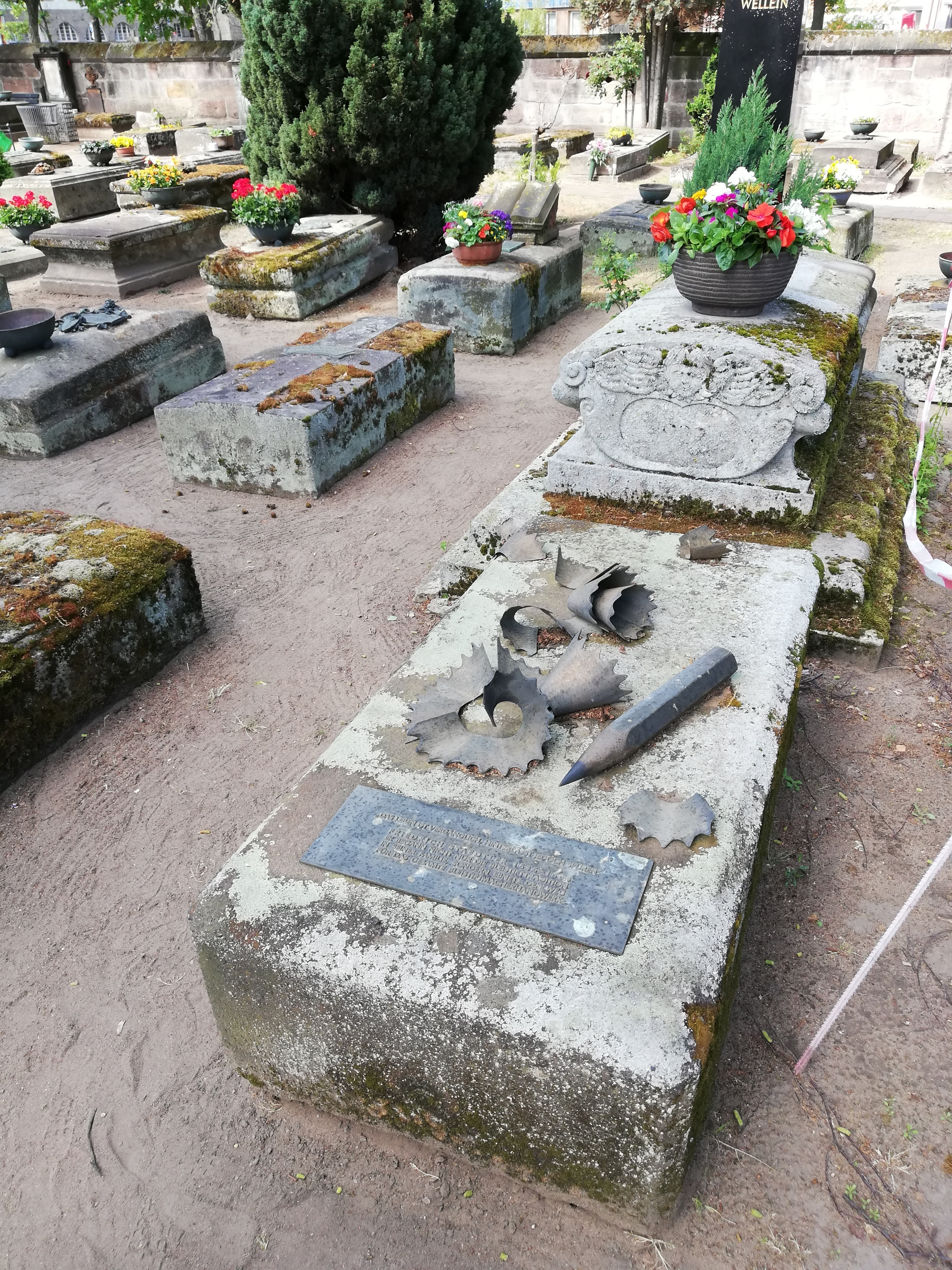
Grab von Friedrich Staedtler auf dem Rochusfriedhof in Nürnberg. 350 Jahre nach der Ersterwähnung von Friedrich Staedtler als Bleistiftmachter brachte das Unternehmen Staedtler Mars 2012 den plastischen Grabschmuck aus gespitztem Bleistift und Spänen an.

Bis 1686 entwickelte Friedrich Staedtler ein Verfahren zur Herstellung von Bleistiftminen aus Grafitabfällen und wohl auch aus dem billigeren, unreineren mitteleuropäischen Grafit. Ihm gelang, die Abfälle vom Zuschneiden (Schroden) des reinen und teuren englischen Importgrafits durch Zerstoßen, Sieben und Verbinden mit geschmolzenem, flüssigen Schwefel für die Herstellung von neuen Minen zu nutzen. Diese Minen wiesen durch das Bindemittel Schwefel gute Abriebeigenschaften auf, waren also ähnlich gut verschreibbar wie reiner englischer Grafit. Bis zu seinem Tod führte Staedtler die Berufsbezeichnung Bleiweißschmelzer und Steftmacher. Friedrich Staedtler starb im Dezember 1688 und wurde am 1. Januar 1689 auf dem Nürnberger Rochusfriedhof begraben. Dort besteht sein Grab bis heute.

## Rezeption
Die Rolle von Friedrich Staedtler bei der Etablierung eines eigenständigen Bleistiftmacherhandwerks in der Reichsstadt Nürnberg ist in der wissenschaftlichen Forschung stark diskutiert. In den 1930er bis 1950er Jahren fokussierte sich die Auseinandersetzung darauf, ob Friedrich Staedtler als erster in den Quellen fassbarer Bleistiftmacher in Nürnberg zu bezeichnen sei. Während Johannes Bischoff und August Jegel den 1651 gestorbenen Hans Baumann als ersten nachweisbaren Bleistiftmacher in Nürnberg ansehen, argumentierten Franz Maria Feldhaus und Rudolf Geiger für Friedrich Staedtler.
Unstrittig ist, dass im Ratsverlass vom 7. Januar 1662 der erste Hinweis für die Herstellung des holzgefassten „Bleiweißstefft“ in Nürnberg und dem Handel mit ihm vorliegt.
Hanns Hubert Hofmann wies 1967 auf die Konkurrenz zwischen Michel Jenig, der Bleyweißschneiderfamilie Jäger und Friedrich Staedtler um den Verlag und Vertrieb des neuen Produkts holzgefasste Bleistifte. Weil Friedrich Staedtler als erster den Schritt von der bedarfsorientierten Hausproduktion zum Verlagswesen mit Lenkung der Fertigung vom Rohmaterial bis zum Vertrieb unternommen hatte, schränkte er die Erwerbschancen der Familie Jenig ein. Diese gingen deshalb beim Rat der Stadt gegen ihn vor und erwirkten das – folgenlose – Verbot des Führens, also des Vertriebs, von Bleistiften. Zugleich ging die Familie Jenig ebenfalls zum Verlag über. Sie erhielten schließlich 1716 ein kaiserliches Vertriebspatent mit Schutz ihres Meisterzeichens im gesamten Gebiet des Heiligen Römischen Reichs deutscher Nation.
Friedrich Staedtler ignorierte die vom Rat festgelegte Trennung zwischen der Fertigung der Mine durch das Handwerk der Bleiweißschneider und der Herstellung der Holzfassung der Mine durch das Schreinerhandwerk. Damit setzte sich Friedrich Staedtler gegen den Widerstand der beiden eingesessenen Handwerke an den Anfang eines eigenständigen Bleistiftmacherhandwerks in der Reichsstadt Nürnberg. Die verschwägerten Familien Staedtler und Jenig trieben im 17. und frühen 18. Jahrhundert die Etablierung des Bleistiftmacherhandwerks in Nürnberg voran, bis die Bleistiftmacher 1708 eine eigene Ordnung innerhalb des Schreinerhandwerks und am 3. August 1731 eine eigene Ordnung als eigenständiges Handwerk erhielten.
Weniger Beachtung in der Forschung und Rezeption fand die Leistung von Friedrich Staedtler bei der Entwicklung und Einführung des Schmelzverfahrens zur Bleistiftminenherstellung. Dieses offenbar effiziente Verfahren etablierte sich so nachdrücklich in Nürnberg, so dass bereits 1687 der Nürnberger Gelehrte Johann Jacob Marxius berichtete, dass man „allhier das schwartz Bleyweiß sehr stark nachkünstle.“ Auch die erste Ordnung der Bleistiftmacher 1708 schrieb vor, dass die Bleistiftmacher immer auch Bleistifte aus reinem englischem Grafit führen müssten. Mit seiner verfahrenstechnischen Innovation ist Friedrich Staedtler ein Vorgänger von Nicolas-Jacques Conté, dem Erfinder des modernen Bleistifts mit gebrannter Mine.

## Bleistiftmacher-Familie
Die Nachfahren von Friedrich Staedtler blieben über vier Generationen in Nürnberg im Bleistiftmacherhandwerk tätig. Johann Friedrich (1669–1700), der einzige Sohn aus erster Ehe, und seine Stiefbrüder Valentin (1675–1741) und Johann Adolf (1676–1707) führen das Bleistiftmacherhandwerk weiter. Valentin, Bleistiftmachermeister seit 1697, übernahm 1699 auch den Kramladen auf der ABC-Brücke. Sein Meisterzeichen war das Herz mit Pfeil. 1714 und 1721 wurde er zum Vorgeher der Bleistiftmacher gewählt. Auch Johann Wilhelm (1699–1779), Sohn von Johann Adolf, und Michael (1752–1793) waren Bleistiftmachermeister. Paulus (1779–1852) vollzog den Übergang von der handwerklichen Meisterwerkstatt zur industriellen Fertigung. Er übernahm das Conte-Verfahren zur Herstellung gebrannter Bleistiftminen, gründete die Bleistiftfabrik Paul Staedtler & Sohn, die etwa 40 Personen beschäftigte, und stand 1835 dem Gewerbeverein der Nürnberger Bleistiftmacher vor. Sein ältester Sohn Johann Sebastian (1800–1872), Nachfahre in fünfter Generation von Friedrich Staedtler, machte sich 1835 selbständig und gründete die Firma „J. S. Staedtler“, das heutige Unternehmen Staedtler Mars.

## Ehrungen
Die Grund- und Mittelschule in Nürnberg-Neunhof benannte sich 2010 nach Friedrich Staedtler.

## Varia

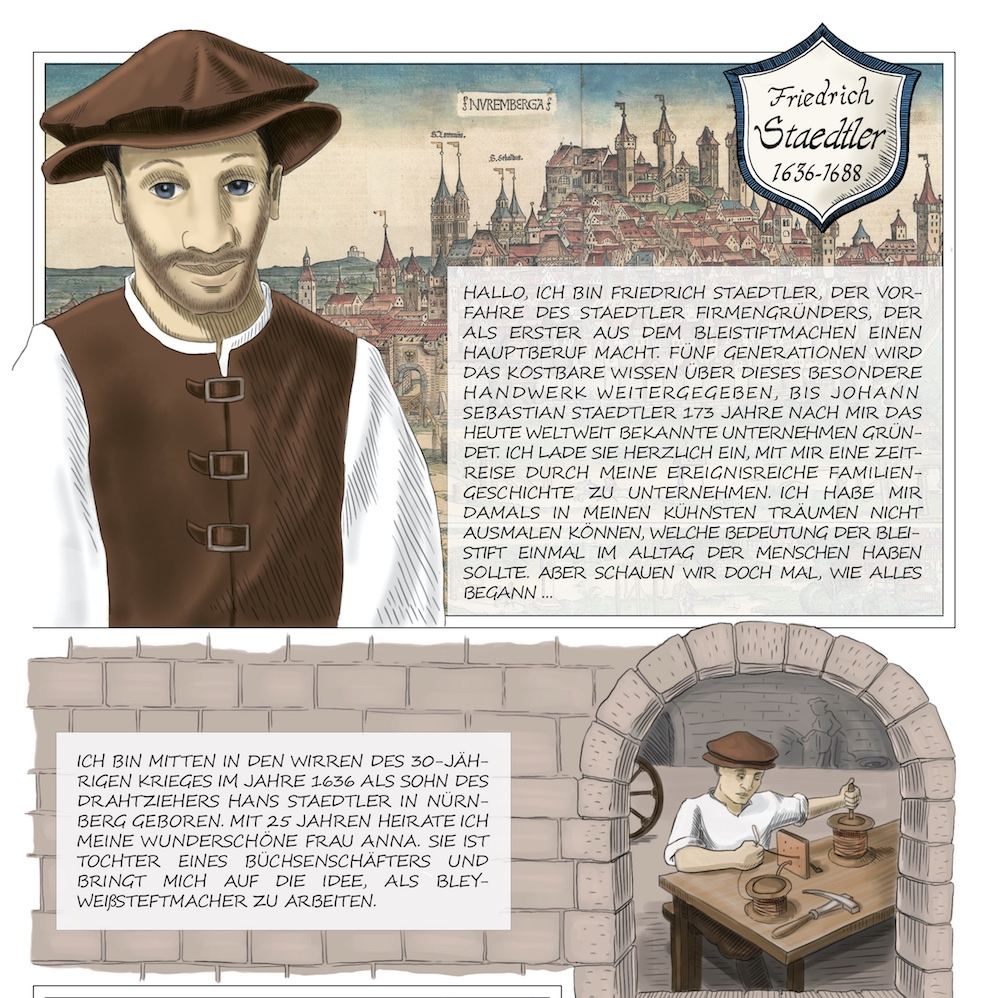
Die ersten beiden Frames des Comics zu Friedrich Staedtler.

Das Leben von Friedrich Staedtler erschien 2013 bis 2018 als Comic auf der Website des Unternehmens Staedtler Mars.